# Malimbus ballmanni
Malimbus ballmanni là một loài chim thuộc Họ Rồng rộc. Chúng được tìm thấy ở Bờ Biển Ngà, Guinea, Liberia, và Sierra Leone. Nơi sinh sống tự nhiên gồm các rừng đất thấp nhiệt đới hoặc cận nhiệt đới. Chúng bị đe dọa mất môi trường sống.